# Jura (Scozia)
Jura (Diùra in gaelico) è un'isola dell'arcipelago delle Ebridi Interne, situata poco distante dalla costa sud-occidentale della Scozia.
Il suo nome deriva dalla parola norrena che indica il cervo, che prolifica sulle colline dell'isola.
È un'isola scarsamente popolata: è abitata infatti da 170 persone. Il villaggio principale è Craighouse, situato sulla costa est, che possiede l'unico hotel dell'isola e una piccola distilleria di whisky.
Sull'isola sono presenti tre piccole montagne: Beinn an Òir (la montagna d'oro), il punto più alto dell'isola, che raggiunge i 785 metri; Beinn Shiantaidh (la montagna santa), di 735 m, e Beinn a Chaolais con 734 m. Da queste cime è possibile vedere il profilo dell'isola di Skye e dell'Irlanda del Nord.
A nord di Jura, nello stretto tra quest'isola e quella di Scarba, si forma il Corryvreckan, uno dei maggiori gorghi marini europei. L'isola dà il nome al sound of Jura.
Curiosità: l'11 febbraio del 2022 è stato rilasciato un gioco di pesca da una piccola casa di sviluppo per 
Nintendo Switch e Microsoft Windows dedicato a quest' isola.

## Cultura
Presso la località di Barnhill, nell'estremo nord dell'isola, si trova l'abitazione presso la quale il romanziere George Orwell completò il suo capolavoro letterario 1984, dove narra di una società governata da un onnipotente partito unico con a capo il Grande Fratello.
Sull'isola, inoltre, fu girato il documentario artistico Watch the K Foundation Burn a Million Quid.